# ساوانگ واطانا
ساوانگ واطانا (۱۳ نوامبر ۱۹۰۷ – ۱۳ مهٔ ۱۹۸۲) (لائو: ເຈົ້າມະຫາຊີວິດສີສະຫວ່າງວັດທະນາ) آخرین پادشاه پادشاه پادشاهی لائوس قبل از تغییر دولت در جمهوری دموکراتیک خلق لائوس در سال ۱۹۷۵ و ششمین نخست‌وزیر لائوس بود که از ۱۵ اکتبر تا ۲۱ نوامبر ۱۹۵۱ خدمت کرد.
وی از سال ۱۹۵۹ پس از مرگ پدرش تا زمان کناره‌گیری اجباری از خدمت در سال ۱۹۷۵ حکومت کرد. حکومت وی با تصرف پاته لائو در سال ۱۹۷۵ پایان یافت.